# Ministerio de Hacienda y Tesoro
El Ministerio de Hacienda y Tesoro fue un antiguo ministerio colombiano, existente entre 1905 y 1909. 
Fue creado por el decreto 309 del 29 de marzo de 1905, durante el Gobierno de Rafael Reyes y derogado por la Ley 50 del 19 de noviembre de 1909, del Gobierno de Ramón González Valencia.

## Listado de Ministros
La siguiente es la lista de personas que ocuparon la cartera de Hacienda y Tesoro. 
| N.º | Nombre                        | Inicio                  | Fin                     | Presidente              | Ref.  |
| --- | ----------------------------- | ----------------------- | ----------------------- | ----------------------- | ----- |
| 13° | Simón Bossa                   | 16 de noviembre de 1909 | 11 de diciembre de 1909 | Ramón González Valencia | [ 2 ] |
| 12° | Tomás O. Eastman              | 9 de octubre de 1909    | 16 de noviembre de 1909 | Ramón González Valencia | [ 2 ] |
| 11° | Joaquín Samper                | 4 de agosto de 1909     | 9 de octubre de 1909    | Ramón González Valencia | [ 2 ] |
| 10° | Fidel Cano                    | 10 de junio de 1909     | 3 de agosto de 1909     | Jorge Holguín           | [ 3 ] |
| 9°  | Domingo Esguerra              | 26 de mayo de 1909      | 10 de junio de 1909     | Rafael Reyes            | [ 4 ] |
| 8°  | Nemesio Camacho               | 22 de marzo de 1909     | 26 de mayo de 1909      | Rafael Reyes            | [ 4 ] |
| 7°  | Jorge Holguín                 | 11 de marzo de 1909     | 22 de marzo de 1909     | Rafael Reyes            | [ 4 ] |
| 6°  | Camilo Torres Elicechea       | 20 de mayo de 1908      | 11 de marzo de 190      | Rafael Reyes            | [ 4 ] |
| -   | Baldomero Sanín Cano (e)      | 14 de abril de 1908     | 20 de mayo de 1908      | Rafael Reyes            | [ 4 ] |
| 5°  | Diego Euclides de Angulo      | 14 de abril de 1908     | 14 de abril de 1908     | Rafael Reyes            | [ 4 ] |
| 4°  | Ricardo Restrepo C.           | 9 de marzo de 1908      | 14 de abril de 1908     | Rafael Reyes            | [ 4 ] |
| 3°  | Tobías Valenzuela             | 1 de junio de 1906      | 9 de marzo de 1908      | Rafael Reyes            | [ 4 ] |
| -   | José María Cordovez Moure (e) | 25 de abril de 1906     | 1 de junio de 1906      | Rafael Reyes            | [ 4 ] |
| -   | Simón Hurtado (e)             | 31 de marzo de 1906     | 25 de abril de 1906     | Rafael Reyes            | [ 4 ] |
| 2°  | Félix Salazar Jaramillo       | 15 de noviembre de 1905 | 31 de marzo de 1906     | Rafael Reyes            | [ 4 ] |
| -   | Clímaco Calderón (e)          | 4 de septiembre de 1905 | 15 de noviembre de 1905 | Rafael Reyes            | [ 4 ] |
| 1°  | Pedro Antonio Molina          | 25 de marzo de 1905     | 4 de septiembre de 1905 | Rafael Reyes            | [ 4 ] |

### Ministros encargados
| Nombre                    | Inicio                | Fin | Presidente              | Causa                                  | Ref.  |
| ------------------------- | --------------------- | --- | ----------------------- | -------------------------------------- | ----- |
| Manuel Dávila Flórez      | 12 de octubre de 1909 |     | Ramón González Valencia | Licencia al titular                    | [ 2 ] |
| Lino de Pombo             | Marzo de 1909         |     | Rafael Reyes            | Licencia al titular                    | [ 4 ] |
| José María Cordovez Moure | 1 de junio de 1906    |     | Rafael Reyes            | A la espera de la posesión del titular | [ 4 ] |